# Amerikai kopó
Az Amerikai kopó (eredeti cím: One Ranger) 2023-ban bemutatott amerikai akcióthriller, melyet Jesse V. Johnson írt és rendezett. A főbb szerepekben Thomas Jane és John Malkovich látható.
Az Amerikai Egyesült Államokban 2023. május 5-én mutatták be a mozikban. Magyarországon június 15-én jelent meg a Vertigo Média Kft. forgalmazásában.

## Cselekmény
Egy fegyveres Texas Ranger egy bankrablót üldöz a sivatagban. Nemsokára rájön, a férfi egy nemzetközi terrorista, aki bombát akar robbantani London szívében. Amikor a törvény emberének megölik a társát, a ranger egy brit hírszerző ügynökkel és annak főnökével szövetkezik, hogy a törvényen kívüli tettest, élve vagy holtan bíróság elé állítsák.

## Szereplők
| Szerep                | Színész               | Magyar hang     |
| --------------------- | --------------------- | --------------- |
| Alex Tyree            | Thomas Jane           | Mihályfi Balázs |
| Geddes                | John Malkovich        | Epres Attila    |
| Jennifer Smith ügynök | Dominique Tipper      | Pikali Gerda    |
| Declan McBride        | Dean Jagger           | Dévai Balázs    |
| Oleg Jakovenko        | Jess Liaudin          | Rába Roland     |
| Angel                 | Rachel Wilde          |                 |
| Doki                  | Patrick Bergin        | Kajtár Róbert   |
| Gor                   | James Oliver Wheatley |                 |
| Federale rendőrfőnök  | Rick Najera           | Kapácsy Miklós  |
| őr                    | Geoff Woodman         | Törköly Levente |

### Magyar változat
- Bemondó: Galambos Péter
- Magyar szöveg: Kiss János
- Hangmérnök: Halas Péter
- Vágó: Wünsch Attila
- Gyártásvezető: Vigvári Ágnes
- Szinkronrendező: Szalay Csongor
- Produkciós vezető: Jávor Barbara

A szinkront a Direct Dub Studios készítette el.

## Bemutató
2022 októberében bejelentették, hogy a Lionsgate megvásárolta a film forgalmazási jogait.
2023. április 28-án mutatták be a Dallasi Nemzetközi Filmfesztiválon. Ezt követően 2023. május 5-én került a mozikba.

## Fogadtatás
Dennis Harvey a Variety magazintól negatív értékelést adott a filmre. Matt Zoller Seitz a RogerEbert.com-tól két csillagra értékelte a filmet.

## Fordítás
- Ez a szócikk részben vagy egészben  az   One Ranger című angol Wikipédia-szócikk fordításán alapul.  Az eredeti cikk szerkesztőit annak laptörténete sorolja fel. Ez a jelzés csupán a megfogalmazás eredetét és a szerzői jogokat jelzi, nem szolgál a cikkben szereplő információk forrásmegjelöléseként.